# Werkendam

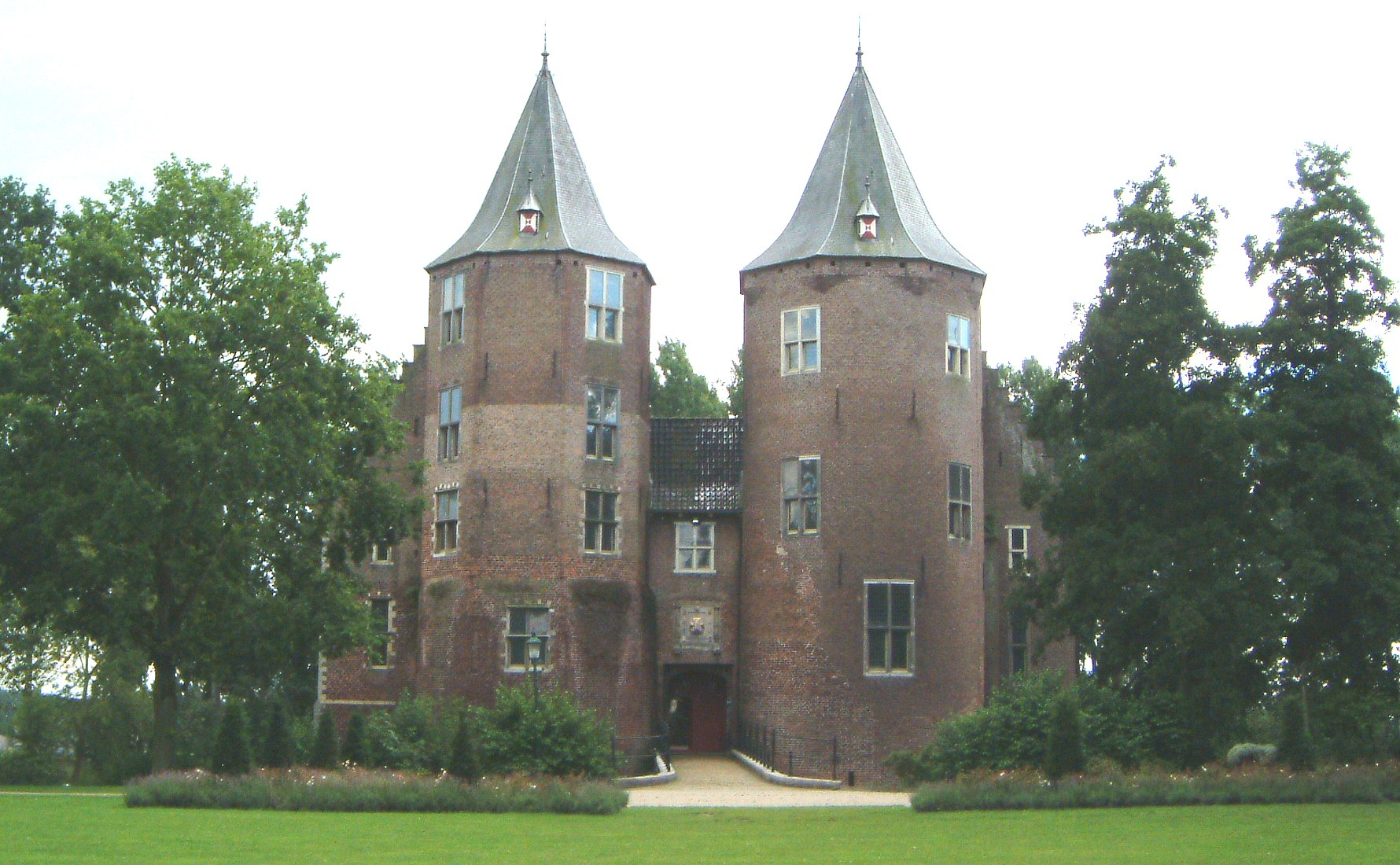
Dussen slott.

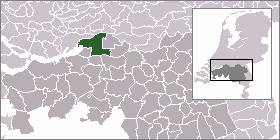
Lägeskarta

Werkendam är en historisk kommun i provinsen Noord-Brabant i Nederländerna. Kommunens totala area är 121,73 km² (där 16,73 km² är vatten) och invånarantalet är 26 431 invånare (1 januari 2012).